# عيسى بن إبراهيم الوحاظي
هو عيسى بن إبراهيم بن عبد الله الربعي الوحاظي الحميري، توفي عام 481 هـ، صاحب كتاب «نظام الغريب في اللغة»، وكتاب «كفاية المتحفظ».

## حياته
عاش وتوفي في القرن الخامس الهجري (481هـ/1087م) وهو شقيق إسماعيل بن إبراهيم الوحاظي.

## السيرة الذاتية
ترجم له المؤرخ (جلال الدين السيوطي) في كتابه: (بغية الوعاة)، و(ياقوت الحموي) في كتابه: (معجم الأدباء)، والمؤرخ (عمر بن سمرة الجعدي) في كتابه: (طبقات فقهاء اليمن).
وكان ممن درس عليه الإمام (زيد بن الحسن الفائشي).

## مؤلفاته
- نظام الغريب في اللغة:[2] يعد مرجعًا مهمًا لقراء العربية، اقتصر فيه على المستعمل من غريب اللغة وما ورد في كلام العرب وأشعارهم. سماه (نظام الغريب) جعله في مائة وأربعة أبواب، وقد طبع هذا الكتاب بتحقيق الدكتور الألماني «بولس برونلي» في القاهرة عام 1912م، ولم يعد حاليًا معروفًا لدى الناشرين. وتوخى في طريقة تأليفه الإتيان بالكلمات الفصيحة، على اللغات والألسن العربية كافة.